# جيمس إيوينغ
جيمس إيوينغ (بالإنجليزية: James Ewing)‏ هو سياسي أمريكي، ولد في 3 أغسطس 1736 بمقاطعة لانكستر في الولايات المتحدة، وتوفي في 1 مارس 1806 بيورك في الولايات المتحدة. حزبياً، نشط في الحزب الفيدرالي الأمريكي. وقد انتخب عضو مجلس ولاية بنسيلفانيا.